# Young Thug
Young Thug (справжнє ім'я: Джеффрі Вільямс) — американський репер з Атланти, штат Джорджія. Став відомим у 2013 після виходу мікстейпу 1017 Thug.

## Ранні роки
Thug народився в Атланті. Він є другим наймолодшим з десяти братів та сестер. Пізніше переїхав до району муніципальних жител Джонсборо-Сауз, де й удосконалював свої навички у репі. Кинув школу у 6-му класі після того, як зламав руку вчителю.

## Кар'єра
Після випуску трьох мікстейпів із серії I Came from Nothing у 2011 та 2012 на репера звернув увагу Gucci Mane, який підписав його на 1017 Brick Squad Records у 2013. Thug видав на лейблі мікстейп 1017 Thug. Оглядачі позитивно зустріли запис, відзначивши оригінальний стиль. 1017 Thug включили до низки рейтингів наприкінці 2013 року, зокрема «Альбоми року: Схвальні відгуки» Pitchfork,, «50 найкращих альбомів 2013» Complex, «20 найкращих мікстейпів 2013» Fact (1-ша сходинка), «10 найкращих мікстейпів 2013» Rolling Stone (5-та) й «5 найкращих мікстейпів 2013» The Guardian.
Пісню «Picacho», попри те, що її не випустили синглом, також внесли до різних рейтингів наприкінці року, зосібна «100 найкращих пісень 2013» Rolling Stone, «100 найкращих пісень 2013» Pitchfork і «50 найкращих пісень 2013» Spin. У липні 2013 виконавець потрапив до списку Complex «25 нових реперів, на яких варто звернути увагу». У грудні 2013 Thug виступив на Fool's Gold Day Off у Маямі, де також були Денні Браун, Trick Daddy й Тревіс Скотт.
18 січня 2014 Young Thug сповістив, що йому запропонували $1,5 млн за підписання угоди з Freebandz, лейблом Future. У березні 2014 контакти Thug з Cash Money Records та його генеральним директором Birdman спричинили численні спекуляції у ЗМІ про приєднання до компанії. Однак прес-аґент Cash Money пізніше спростував це. 28 березня 2014 Рональд «Caveman» Росаріо, директор відділу урбан-музики на 101 Distribution заявив, Thug підписав з Rich Gang, компанією Birdman, угоду лише на менеджмент, тож він досі залишається артистом 1017 Brick Squad.
У березні 2014 репер потрапив на обкладинку The Fader. 11 березня Atlantic Records надіслали окремок «Stoner» на сучасні ритмічні радіостанції США. 24 березня Thug заявив, дебютний альбом матиме назву Carter VI, що є посиланням на альбоми Lil Wayne, який сильно вплинув на його музичну кар'єру. Два дні потому стало відомо про роботу над спільним альбомом з продюсером Metro Boomin Metro Thuggin. Першу пісню з проекту «BLanguage» (використано фраґменти з «The Language» Дрейка) оприлюднили того ж дня. У квітні 2014 Thug випустив пісню «Eww», спродюсовану 808 Mafia. XXL назвав її однією з п'яти найкращих пісень тижня. У 2014 Thug став частиною «2014 Freshmen Class» за версією XXL. 17 червня 2014 Кевін Лайлз повідомив, що артист офіційно став підписантом 300 Entertainment.

## Музичний стиль
Thug відомий своїм ексцентричним та оригінальним стилем. XXL назвав артиста «реп-диваком», зазначивши, що «харизма Thug, навіжені флоу та гуки роблять його музику захопливою». За The Fader: «У типовому куплеті Young Thug невиразно вимовляє, кричить, скавучить та співає, гарячково викривляючи голос у різних дивних тембрах, ніби прекрасно зіграний, хоча й поламаний духовий інструмент».
Відомо, що Young Thug є фанатом новоорлеанського репера Lil Wayne. На початку кар'єри Thug наслідував манеру виконання Weezy, та з часом створив свій унікальний стиль, що нині є його візитною карткою

## Проблеми із законом
26 лютого 2014 Young Thug заарештували в Атланті за зберігання речовини, контрольованої державою, водіння без паска безпеки, безвідповідальну поведінку та необережну їзду.
15 липня 2015 маршали США заарештували репера під час рейду до його будинку в Атланті після ймовірної погрози вбити охоронця торговельного центру в Джорджії тижнем раніше. Під час рейду також знайдено зброю і наркотики, виконавцю пред'явили звинувачення у незаконному володінні наркотиками (кокаїном та марихуаною) і три пункти з незаконного володіння зброєю. Thug вийшов під заставу у $ 10 тис.

## Дискографія

### Студійні альбоми
- 2011: I Came from Nothing[28]
- 2011: I Came from Nothing 2[29]
- 2012: I Came from Nothing 3
- 2013: 1017 Thug[23]
- 2015: Barter 6
- 2015: The Purple Album
- 2015: Young Thugga Mane La Flare
- 2015: 1017 Thug
- 2016: I’m Up
- 2016: MigoThuggin
- 2016: Slime Season 3
- 2016: JEFFERY
- 2017: Beautiful Thugger Girls
- 2017: SUPER SLIMEY
- 2017: Slime Season 4
- 2018: Slime Language
- 2019: So Much Fun
- 2019: So Much Fun (Deluxe)
- 2020: Slime & B
- 2021: Slime Language 2
- 2021: Slime Language 2 (Deluxe)
- 2021: Punk
- 2023: BUSINESS IS BUSINESS

## Нагороди й номінації
| Рік  | Нагорода           | Категорія                                 | Номінант                                            | Результат |
| ---- | ------------------ | ----------------------------------------- | --------------------------------------------------- | --------- |
| 2014 | BET Hip Hop Awards | «Той, хто вистрілив»                      | Young Thug                                          | Номінація |
| 2014 | BET Hip Hop Awards | «Made-You-Look (Найкращий хіп-хоп стиль)» | Young Thug                                          | Номінація |
| 2014 | BET Hip Hop Awards | «Найкращий клубний трек»                  | «Stoner»                                            | Номінація |
| 2015 | BET Awards         | «Вибір глядачів»                          | «Throw Sum Mo» (разом з Rae Sremmurd та Нікі Мінаж) | Номінація |